# Kotlina Ostrawska
Kotlina Ostrawska (512.1; czes. Ostravská pánev) – część Podkarpacia Północnego, w Czechach i Polsce. Zajmuje powierzchnię ponad 600 km² (w Polsce ok. 130 km²), jest silnie zurbanizowany i uprzemysłowiony. Wiedzie tędy ważny szlak kolejowy ze Śląska do Pragi i Wiednia.
Powierzchnia równinna, miejscami pagórkowata. Od północnego zachodu graniczy z Niziną Śląską, od północnego wschodu z Wyżyną Śląsko-Krakowską, od wschodu z Kotliną Oświęcimską, od południowego wschodu z Pogórzem Zachodniobeskidzkim, od południowego zachodu z Bramą Morawską i od zachodu z Sudetami. Na jej obszarze znajduje się zachodnia część Górnośląskiego Zagłębia Węglowego – Ostrawsko-Karwińskie.
W obrębie Polski leży tylko jeden mezoregion Kotliny Ostrawskiej – Wysoczyzna Kończycka, z fragmentami powiatów wodzisławskiego i cieszyńskiego. Główną rzeką jest Odra z Olzą.